# Anton Wölfler
Anton Wölfler est un chirurgien autrichien, né en 1850 au royaume de Bohême et mort en 1917 à Vienne. Il est surtout connu pour ses importantes contributions au développement de la chirurgie de la  thyroïde et de l'appareil digestif.

## Biographie
Leopold Wölfer, le père d'Anton Wölfer, était médecin. C'était un membre éminent de la communauté juive de Kopec (aujourd'hui Kopetzen), village proche de Kladruby, dans la région de Pilsen, au royaume de Bohême alors intégré à l'empire d'Autriche. Leopold Wölfer eut sa pratique à Kopec pendant plus d'un demi-siècle, il y vécut jusqu'à sa mort, en 1889. C'est là qu'Anton est né, le 12 janvier 1850, et c'est aussi dans sa villa de Kopec qu'il est revenu passer ses vacances, s'y reposant peu, sollicité par les nombreux malades que sa science et sa générosité attiraient de partout.
Après des études secondaires au collège de Pilsen, Wölfler s'inscrit à la faculté de médecine de l'université de Vienne. Il obtient le doctorat en médecine en 1874 et l'habilitation en chirurgie en 1880, sous la direction de Theodor Billroth. En 1876, lorsque Billroth est promu à la direction du service de chirurgie de l'hôpital de Vienne (de), Wölfler devient son assistant. Il le reste jusqu'en 1885, où il est nommé à Graz professeur de chirurgie à la faculté de médecine (de) de l'université Charles-François, dont il dirige également la clinique et dont il est élu doyen pour l'année 1893-1894. En 1896, il prend la succession de Carl Gussenbauer (de) à l'université Charles de Prague. Il y occupe les mêmes fonctions d'enseignement et de direction, et il y a pour élève Hermann Schloffer (en), futur inventeur de la chirurgie par la voie transsphénoïdale. Mais en 1910, il tombe gravement malade et doit se retirer.
Anton Wölfler est mort le 31 janvier 1917 dans l'arrondissement de Hietzing, à Vienne, qui n'était plus que pour un an encore capitale de l'Empire austro-hongrois. Ses restes ont été transférés à Prostibor, tout près de Kopetzen, le 24 février 1926 sous la Première République tchécoslovaque.

## Œuvre
En 1878, Wölfler introduit dans le service de Billroth l'asepsie totale dans le traitement des plaies, pratique qu'il a étudiée au cours d'un stage à Édimbourg. En 1880, il décrit le syndrome d'hypocalcémie postopératoire dans un compte rendu complet et détaillé de la tétanie survenue après la première thyroïdectomie totale pratiquée par Billroth. Le 28 septembre 1881, il réussit la première gastro-entérostomie, c'est-à-dire la jonction chirurgicale (anastomose) entre l'estomac et l'intestin grêle, sur un patient atteint d'un carcinome inopérable du pylore.
Wölfler est également l'un des pionniers de l'anesthésie locale par la cocaïne. En 1885, William Halsted vient de publier son étude sur ce procédé et, de passage à Vienne, il en fait la démonstration à Wölfler, qui ne s'amendera que sur le tard de l'indélicatesse de n'avoir pas mentionné Halsted dans le papier enthousiaste qu'il publie après son départ.
Wölfler, surtout connu pour ses recherches sur la glande thyroïde et ses contributions à la chirurgie gastro-intestinale, n'a pas donné moins de cent publications originales, et il faut encore compter parmi les domaines où il a travaillé la chirurgie du rein et celle de la langue.

## Éponymie
- Amas de Wölfler : cellules parafolliculaires interstitielles de la thyroïde groupées en amas[11].
- Opération de Wölfler : gastro-entérostomie[12].
- Suture de Wölfler : suture intestinale dont les points sont noués sur la face interne de la paroi.
- Adénome de Wölfler : variété de goitre nodulaire.
- Procédé de Wölfler : cure radicale des hernies inguinales[13],[14].

### Publications
- 1880 : Über die Entwickelung und den Bau der Schilddrüse : Mit Rücksicht auf die Entwickelung der Kropfe, Berlin, Georg Reimer.
- 1881 :
  - Über die von Herrn Professor Billroth ausgeführten Resectionen des carcinomatösen Pylorus, Vienne, Wilhelm Braumüller (OCLC 610780502) ; (ru) Vyri︠e︡zyvanīe raka privratnika zheludka : Operat︠s︡īi professora Billʹrota, E. Ilin (trad.), Saint-Petersbourg, Tip. Ettingera (OCLC 62123262) ;
  - « Zur Geschichte und operative Behandlung des Zungenkrebses », dans Arch. Klin. Chir.
  - « Gastro-Enterostomie », Centralblatt für Chirurgie, Leipzig, vol. 8,‎ 1881, p. 705-708.
- 1882 :
  - « Die Kropfexstirpation an Hofr. Billroths Klinik von 1877 bis 1881 », dans Wien. Med. Wschr. ;
  - Die Amputationen an Professor Billroth's Klinik : 1877-1880 : Ein Beitrag zur Amputations-Technik und Wundbehandlung, Vienne, Wilhelm Braumüller.
- 1883 : « Ueber die Entwickelung und den Bau des Kropfes », Arch. klin. Chir., vol. 29,‎ 1883, p. 1-97.
- 1886 :
  - Die Chirurgie in ihrer Vergangenheit und Zukunft mit besonderer Berücksichtigung steiermärkischer Verhältnisse (leçon inaugurale prononcée le 20 octobre 1886 à l'université de Graz), Graz, Leuschner & Lubensky ;
  - « Die operative Behandlung des Kropfes durch Unterbindung der zuführenden Arterien », dans Wien Med. Wschr.
- 1887-1891 : Die chirurgische Behandlung des Kropfes, Berlin, August Hirschwald.
- 1888 : « Zur Diagnose und Therapie der Pankreascysten », dans Zeitschrift für Heilkunde, Vienne, Wilhelm Braumüller.
- 1890 : « Zur chirurgischen Anatomie und Pathologie des Kropfes und Nebenkropfes », dans Arch. Klin. Chir.
- 1892 : « Zur Radikaloperation des Freien Leistenbruches », Beitr. Chir., Stuttgart,‎ 1892, p. 552-603.
- 1909 : Die Fremdkörper des Magen-Darmkanals des Menschen, avec Viktor Lieblein, Stuttgart, Ferdinand Enke.

### Sur Anton Wölfler
- (de) Andreas Höferlin, Der Chirurg Anton Wölfler (1850-1917) : Sein Leben und Werk mit besonderer Berücksichtigung seiner Arbeiten zur Schilddrüsenchirurgie [« Le Chirurgien Anton Wölfler (1859-1917) : Sa vie et son œuvre avec une attention particulière portée à ses contributions à la chirurgie de la thyroïde »] (thèse de doctorat), Mayence, Institut d'histoire de la médecine de l'université Johannes Gutenberg, 1989 (OCLC 20479251).

## Source
- (en) Cet article est partiellement ou en totalité issu de l’article de Wikipédia en anglais intitulé « Anton Wölfler » (voir la liste des auteurs).